# Tony Award/Bestes Lichtdesign (Musical)
Der Tony Award for Best Lighting Design in a Musical (deutsch: „Tony Award für das beste Lichtdesign in einem Musical“) ist ein US-amerikanischer Theater- und Musicalpreis, der erstmals 2005 verliehen wurde.

## Geschichte und Hintergrund
Die Tony Awards werden seit 1947 jährlich in zahlreichen Kategorien von circa 700 Juroren vergeben, die sich aus der Unterhaltungsbranche und Presse der Vereinigten Staaten rekrutieren. Eine dieser Kategorien ist der Tony Award for Best Lighting Design in a Musical, der erstmals 2005 vergeben wurde. In den Jahren 1970 bis 2004 wurden Lichtdesigner aus dem Theater- und Musicalbereich in der gemeinsamen Kategorie Tony Award for Best Lighting Design ausgezeichnet.

## Gewinner und Nominierte
Die Übersicht der Gewinner und Nominierten listet pro Jahr die nominierten Lichtdesigner und die jeweiligen Musicals. Der Gewinner eines Jahres ist grau unterlegt angezeigt.  

### 2005–2009
| Jahr                             | Lichtdesigner                  | Musical                                               | Deutscher Titel |
| -------------------------------- | ------------------------------ | ----------------------------------------------------- | --------------- |
| 2005                             |                                |                                                       |                 |
| Christopher Akerlind             | The Light in the Piazza        |                                                       |                 |
| Mark Henderson                   | Chitty Chitty Bang Bang        |                                                       |                 |
| Kenneth Posner                   | Dirty Rotten Scoundrels        |                                                       |                 |
| Hugh Vanstone                    | Monty Python's Spamalot        | Monty Python’s Spamalot – Das total verrückte Musical |                 |
| 2006                             |                                |                                                       |                 |
| Howell Binkley                   | Jersey Boys                    |                                                       |                 |
| Ken Billington und Brian Monahan | The Drowsy Chaperone           | Hochzeit mit Hindernissen                             |                 |
| Natasha Katz                     | Tarzan                         | Tarzan                                                |                 |
| Brian MacDevitt                  | The Color Purple               |                                                       |                 |
| 2007                             |                                |                                                       |                 |
| Kevin Adams                      | Spring Awakening               | Frühlings Erwachen                                    |                 |
| Christopher Akerlind             | 110 in the Shade               |                                                       |                 |
| Howard Harrison                  | Mary Poppins                   | Mary Poppins                                          |                 |
| Peter Kaczorowski                | Grey Gardens                   |                                                       |                 |
| 2008                             |                                |                                                       |                 |
| Donald Holder                    | South Pacific                  | South Pacific                                         |                 |
| Ken Billington                   | Sunday in the Park with George | Sunday in the Park with George                        |                 |
| Howell Binkley                   | In the Heights                 | In the Heights                                        |                 |
| Natasha Katz                     | The Little Mermaid             | The Little Mermaid                                    |                 |
| 2009                             |                                |                                                       |                 |
| Rick Fisher                      | Billy Elliot the Musical       | Billy Elliot                                          |                 |
| Kevin Adams                      | Hair                           | Hair                                                  |                 |
| Kevin Adams                      | Next to Normal                 | next to normal – fast normal                          |                 |
| Howell Binkley                   | West Side Story                | West Side Story                                       |                 |

### 2010–2019
| Jahr                              | Lichtdesigner                                    | Musical                   | Deutscher Titel |
| --------------------------------- | ------------------------------------------------ | ------------------------- | --------------- |
| 2010                              |                                                  |                           |                 |
| Kevin Adams                       | American Idiot                                   | American Idiot            |                 |
| Donald Holder                     | Ragtime                                          | Ragtime                   |                 |
| Nick Richings                     | La Cage aux Folles                               | La Cage aux Folles        |                 |
| Robert Wierzel                    | Fela!                                            |                           |                 |
| 2011                              |                                                  |                           |                 |
| Brian MacDevitt                   | The Book of Mormon                               | The Book of Mormon        |                 |
| Ken Billington                    | The Scottsboro Boys                              |                           |                 |
| Howell Binkley                    | How to Succeed in Business Without Really Trying |                           |                 |
| Peter Kaczorowski                 | Anything Goes                                    | Anything Goes             |                 |
| 2012                              |                                                  |                           |                 |
| Natasha Katz                      | Once                                             |                           |                 |
| Christopher Akerlind              | Porgy and Bess                                   | Porgy and Bess            |                 |
| Natasha Katz                      | Follies                                          | Follies                   |                 |
| Hugh Vanstone                     | Ghost the Musical                                | Ghost – Das Musical       |                 |
| 2013                              |                                                  |                           |                 |
| Hugh Vanstone                     | Matilda the Musical                              | Matilda                   |                 |
| Kenneth Posner                    | Kinky Boots                                      | Kinky Boots               |                 |
| Kenneth Posner                    | Pippin                                           | Pippin                    |                 |
| Kenneth Posner                    | Rodgers and Hammerstein's Cinderella             | Cinderella                |                 |
| 2014                              |                                                  |                           |                 |
| Kevin Adams                       | Hedwig and the Angry Inch                        | Hedwig and the Angry Inch |                 |
| Christopher Akerlind              | Rocky the Musical                                | Rocky – Das Musical       |                 |
| Howell Binkley                    | After Midnight                                   |                           |                 |
| Donald Holder                     | The Bridges of Madison County                    |                           |                 |
| 2015                              |                                                  |                           |                 |
| Natasha Katz                      | An American in Paris                             |                           |                 |
| Donald Holder                     | The King and I                                   | Der König und ich         |                 |
| Ben Stanton                       | Fun Home                                         |                           |                 |
| Japhy Weideman                    | The Visit                                        |                           |                 |
| 2016                              |                                                  |                           |                 |
| Howell Binkley                    | Hamilton                                         | Hamilton                  |                 |
| Peggy Eisenhauer und Jules Fisher | Shuffle Along                                    |                           |                 |
| Ben Stanton                       | Spring Awakening                                 | Frühlings Erwachen        |                 |
| Justin Townsend                   | American Psycho                                  |                           |                 |
| 2017                              |                                                  |                           |                 |
| Bradley King                      | Natasha, Pierre & The Great Comet of 1812        |                           |                 |
| Howell Binkley                    | Come from Away                                   |                           |                 |
| Natasha Katz                      | Hello, Dolly!                                    | Hello, Dolly!             |                 |
| Japhy Weideman                    | Dear Evan Hansen                                 |                           |                 |
| 2018                              |                                                  |                           |                 |
| Tyler Micoleau                    | The Band's Visit                                 |                           |                 |
| Kevin Adams                       | SpongeBob SquarePants                            |                           |                 |
| Peggy Eisenhauer und Jules Fisher | Once on This Island                              | Once on This Island       |                 |
| Donald Holder                     | My Fair Lady                                     | My Fair Lady              |                 |
| Brian MacDevitt                   | Carousel                                         | Carousel                  |                 |
| 2019                              |                                                  |                           |                 |
| Bradley King                      | Hadestown                                        |                           |                 |
| Kevin Adams                       | The Cher Show                                    |                           |                 |
| Howell Binkley                    | Ain’t Too Proud                                  |                           |                 |
| Peter Mumford                     | King Kong                                        |                           |                 |
| Kenneth Posner and Peter Nigrini  | Beetlejuice                                      |                           |                 |

### 2020–2021
| Jahr                            | Lichtdesigner                                  | Musical                        | Deutscher Titel |
| ------------------------------- | ---------------------------------------------- | ------------------------------ | --------------- |
| 2020/2021                       |                                                |                                |                 |
| Justin Townsend                 | Moulin Rouge!                                  |                                |                 |
| Bruno Poet                      | Tina                                           | Tina – Das Tina Turner Musical |                 |
| Justin Townsend                 | Jagged Little Pill                             |                                |                 |
| 2022                            |                                                |                                |                 |
| Natasha Katz                    | MJ                                             |                                |                 |
| Neil Austin                     | Company                                        |                                |                 |
| Tim Deiling                     | Six                                            |                                |                 |
| Donald Holder                   | Paradise Square                                |                                |                 |
| Bradley King                    | Flying Over Sunset                             |                                |                 |
| Jen Schriever                   | A Strange Loop                                 |                                |                 |
| 2023                            |                                                |                                |                 |
| Natasha Katz                    | Sweeney Todd: The Demon Barber of Fleet Street | Sweeney Todd                   |                 |
| Ken Billington                  | New York, New York                             |                                |                 |
| Lap Chi Chu                     | Camelot                                        |                                |                 |
| Heather Gilbert                 | Parade                                         |                                |                 |
| Howard Hudson                   | & Juliet                                       |                                |                 |
| Natasha Katz                    | Some Like It Hot                               |                                |                 |
| 2024                            |                                                |                                |                 |
| Hana S. Kim und Brian MacDevitt | The Outsiders                                  |                                |                 |
| Brandon Stirling Baker          | Illinoise                                      |                                |                 |
| David Bengali und Bradley King  | Water for Elephants                            |                                |                 |
| Isabella Byrd                   | Cabaret at the Kit Kat Club                    |                                |                 |
| Natasha Katz                    | Hell’s Kitchen                                 |                                |                 |